# Burgau-Gymnasium Düren
Das Burgau-Gymnasium ist eine 1969 gegründete Schule im Süden der Stadt Düren. Der Grundstein für das heutige Gebäude wurde am 16. April 1975 gelegt.
Am 5. Mai 1969 genehmigte das Kultusministerium NRW die von der Stadtverordnetenversammlung am 12. Dezember 1968 beschlossene Errichtung eines Neusprachlichen Gymnasiums für Jungen und Mädchen in Entwicklung (seit 17. Februar 1972: Burgau-Gymnasium). Schulbeginn nach den Sommerferien war mit vier Sexten in der Grüngürtelschule, bevor der Neubau in der Karl-Arnold-Straße bezogen wurde. 
Das Gymnasium bietet eine bilinguale Ausbildung in den Sprachen Französisch und Deutsch an, wobei mehrere nichtsprachliche Fächer in französischer Sprache unterrichtet werden (z. B. Geschichte, Erdkunde, Politik). Das Burgau-Gymnasium ist dabei eines von fünf Gymnasien mit deutsch-französischem Zweig in NRW. Die Arbeit wird von der französischen Botschaft unterstützt. Für das Lernen in den bilingualen Sachfächern werden in einem Dokumentations- und Informationszentrum (centre de documentation et d'information, CDI) französischsprachige Materialien in Form von Büchern, Zeitschriften, Nachschlagewerken, CDs usw. zur Verfügung gestellt.
Das bilinguale Abitur AbiBac ermöglicht es, unmittelbar an französischen Universitäten zu studieren. In aller Regel wird keine weitere Eingangsprüfung gefordert, da es ein Anerkennungsabkommen zwischen Deutschland und Frankreich gibt. Interessant ist der hier zu erlangende Abschluss also auch bei dem Wunsch, später in Frankreich zu studieren.
Schüleraustausche führt das Burgau-Gymnasium mit französischen, polnischen (bis 2006), ukrainischen und US-amerikanischen Schulen durch. Zahlreiche Arbeitsgemeinschaften werden nach der Schule angeboten u. a. ein Schülerzeitungsblog, eine Triathlon-AG und ein Badminton-Angebot. 
Als Schulgebäude dient ein Zweckbau in selbsttragender Ständerbauweise in der Architektur der 1970er Jahre. Die Schule verfügt auf dem Gelände über umfangreiche Sportanlagen. Diese sind z. B. ein Gummifußballplatz oder der Volleyballplatz vor der Turnhalle. Außerhalb des Schulgeländes werden der Burgauer Wald zum Laufen und das Schwimmbad Jesuitenhof zum Schwimmen besucht. Außerdem besitzt das Burgau-Gymnasium seit 2008 eine Mensa.
Kommissarische Schulleiterin des Burgau-Gymnasiums ist Anja Nix-Septinus, stellvertretender Schulleiter Oliver Heidbüchel.
Das Gymnasium ist seit 2009 eine „Certi Lingua-Schule“ und seit 2010 „Europaschule“, sowie für das Schuljahr 2023/2024 als Bündelungsgymnasium.
2019 richtete das Burgau-Gymnasium den 8. Deutsch-Französischen Jugendkongress, ein Treffen aller bilingual französischer Schulen in Deutschland sowie ihrer Partnerschulen, aus.
Beispielsweise Klassenfahrten, Studienfahrten o. ä. unterstützt der VdFF (Verein der Freunde und Förderer) mit Zuschüssen. Somit ist eine Kennenlernfahrt in der 5. Klasse, eine Skifahrt in der 7. Klasse (bis 2015 8. Klasse), eine Abschiedsfahrt in der 10. Klasse und eine Abschlussfahrt in der Q2 möglich.

## Persönlichkeiten
- Gregor Bühl (* 1964), Dirigent
- Dietmar Nietan (* 1964), Bundestagsabgeordneter
- Wilma Elles (* 1986), Schauspielerin
- Heribert Koch (* 1961), deutscher Pianist
- Wolfgang Dinslage (* 1968), Regisseur
- Jeanette Buerling (* 1964), Filmproduzentin
- Ruth Kolokotronis (* 1985), Volleyball- und Beachvolleyballspielerin